# Esoscheletro (tecnologia)

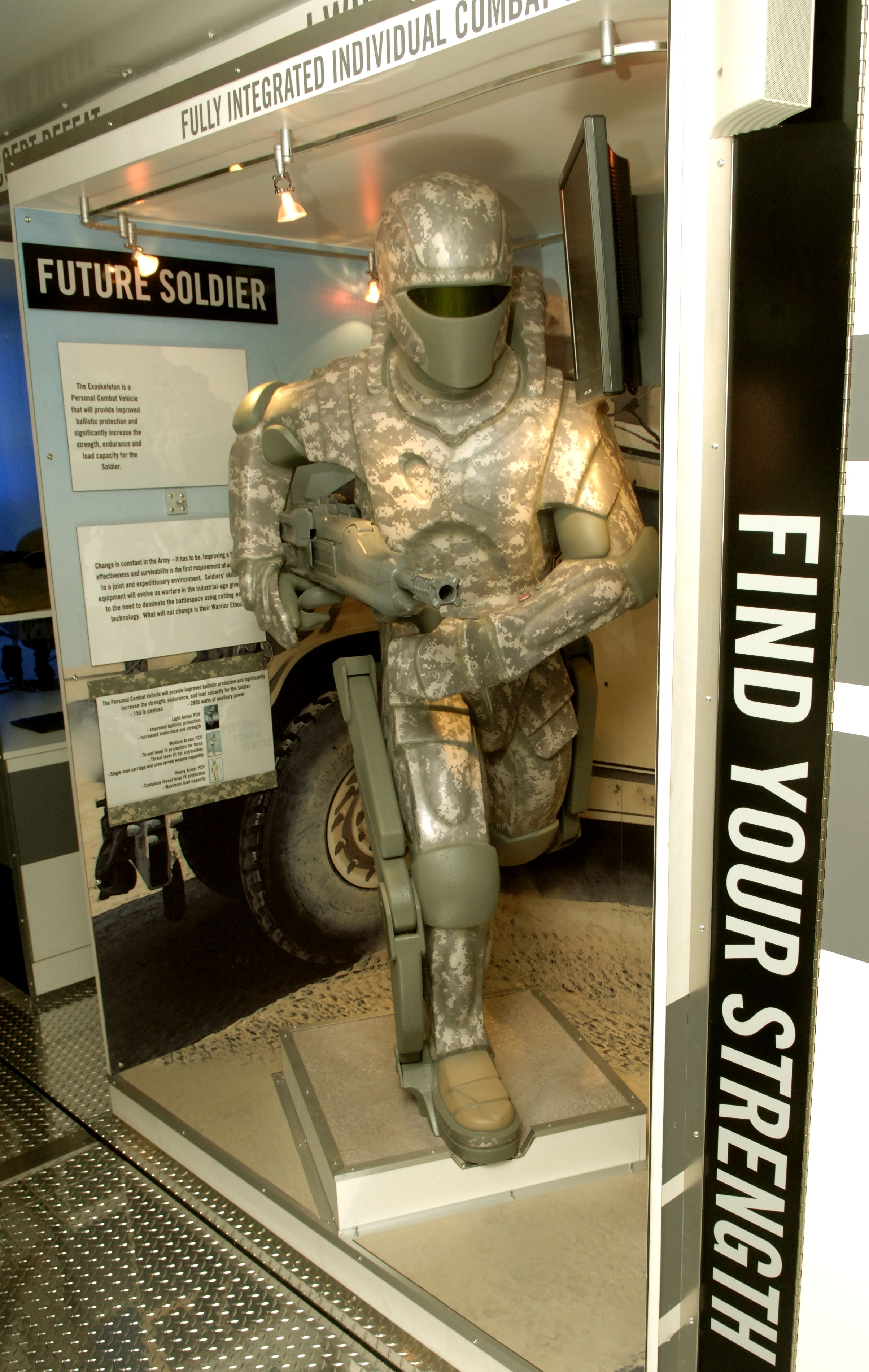
Armatura potenziata in uso all'esercito americano

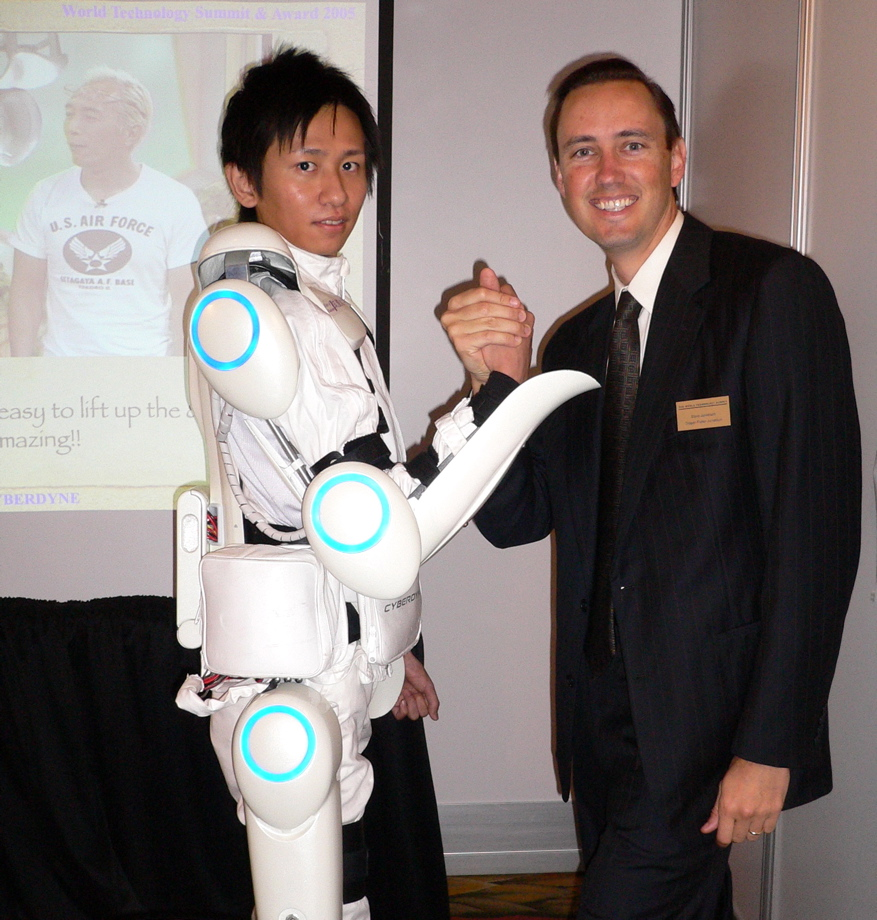
Hybrid Assistive Limb attualmente in sviluppo dalla Cyberdyne.

L'esoscheletro è un apparecchio cibernetico esterno in grado di potenziare le capacità fisiche (forza, agilità, velocità, potenza, ecc.) dell'utilizzatore che ne viene rivestito e che costituisce una sorta di "muscolatura artificiale".

## Descrizione
Tale tecnologia, precedentemente apparsa solo nei film, fumetti e videogiochi di fantascienza (come Iron Man e altri) è ora stata realizzata da diverse industrie e centri di ricerca giapponesi e statunitensi (Cyberdyne, Sarcos).
I modelli realizzati prevedono dei rilevatori di impulsi elettrici che registrano gli impulsi neurali o neuromuscolari dell'operatore e che li trasmettono a dispositivi automatici in grado di muovere la parte meccanica dell'esoscheletro.

## Impieghi
Potrà essere impiegato nel campo dell'ingegneria biomedica per aiutare disabili che hanno perso il controllo di alcune parti del corpo, o nell'industria militare come armatura potenziante per i soldati.
Trova applicazione fra i magazzinieri della logistica, nella grande distribuzione organizzata, nella cantieristica, nell'agricoltura e agroalimentare, nella gestione dei bagagli negli aeroporti, fra i tecnici di ripresa e del suono che devono reggere telecamere e microfoni, nelle catene di montaggio per gli addetti che devono montare componenti (ad esempio dell'automotive) nella parte superiore delle spalle. Esistono modelli che sono privi di motori e di batterie e che non possono potenziare la forza fisica del braccio, ma soltanto evitare la fatica di coloro che li indossano.
L'esoscheletro funziona mediante determinati oggetti che permettono a chi lo indossa di potenziare la sua forza e resistenza a effetti esterni. Un modo particolarmente adatto ma ingombrante sarebbe quello di posizionare in ogni parte del corpo in movimento un pistone idraulico che permette, grazie a compressione, di alzare, spostare ecc., oggetti di svariato peso, anche superiori a 10 T.

## Nella cultura di massa
Esempi di questa tecnologia sono presenti nel mondo fantascientifico e in particolare in quello videoludico, come per gli Spartan della serie Halo, la Tuta Energia della serie Metroid, le armature atomiche (Power armor) della serie Fallout, la NanoSuit della serie Crysis, o le tute EXO utilizzate in Call of Duty: Advanced Warfare. Anche nella serie di Mass Effect vi è un largo uso di corazze ed esoscheletri protettivi da battaglia che possono essere scelti e/o modificati dal giocatore.
Nel film del 1986 Aliens - Scontro finale, Sigourney Weaver indossa un power loader Caterpillar P-5000 (un esoscheletro-montacarichi), per lottare contro la regina degli alieni.
In Matrix Reloaded e in Matrix Revolutions i protagonisti fanno uso di grandiosi esoscheletri.
Anche nel film del 2014, Edge of Tomorrow - Senza domani, i militari sono dotati di avanzati esoscheletri da combattimento.
Nell'anime Teknoman vengono usate tecnotute.